# Pëtr Ivanovič Melissino
Pëtr Ivanovič Melissino (in russo Пётр Мелиссино?; Cefalonia, 11 gennaio 1726 – San Pietroburgo, 26 dicembre 1797) è stato un generale e nobile greco naturalizzato russo.
Generale d'artiglieria, è considerato uno dei migliori teorici dell'arte dell'artiglieria nella Russia della seconda metà del XVIII secolo.

## Biografia

### I primi anni
Nato Pétros Melissinόs (in lingua greca Πέτρος Μελισσηνός) nel 1726 sull'isola greca di Cefalonia, all'epoca possedimento veneziano, suo padre era medico e discendeva dalla nobile famiglia bizantina dei Melissenos, che risaliva alla fine del secolo VIII e che aveva lasciato l'isola di Creta per stabilirsi a Cefalonia nel XV secolo. Durante la sua vita fu sempre molto orgoglioso di queste sue origini greche. Ricevette un'educazione molto accurata e si concentrò in particolare sullo studio delle lingue, parlando fluentemente russo, tedesco, italiano, francese, turco ed il nativo greco; aveva anche delle nozioni di latino e inglese.

### La carriera militare

Arma parlante della linea russa della famiglia Melissino

Melissino giunse in Russia durante il regno di Pietro il Grande ed entrò nell'esercito russo. Nel 1756 ricevette il grado di capitano e nel 1759 venne trasferito su sua richiesta al corpo di artiglieria, ricevendo il grado di maggiore. Prese quindi parte alla guerra dei sette anni. La figura, l'altezza e la postura di Melissino somigliavano tanto a quelle di Pietro I che lo scultore francese Étienne Maurice Falconet gli chiese di posare per la celebre figura de "Il cavaliere di bronzo", raffigurante appunto lo zar.

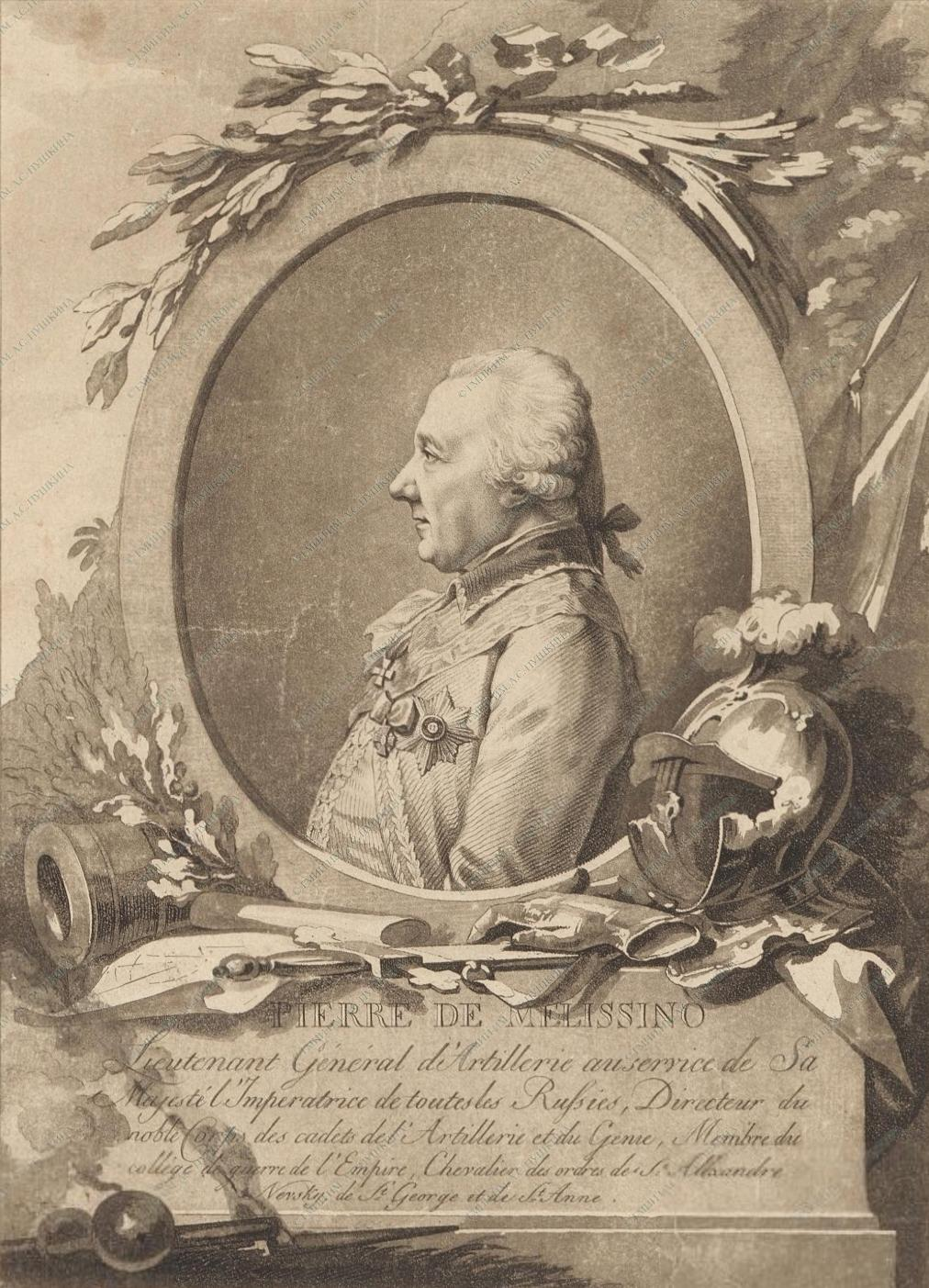
Il generale Melissino in una litografia francese del XVIII secolo

Divenne in seguito vicepresidente del collegio del commercio nel 1740-1745.
Durante la guerra russo-turca (1768-1774), col grado di colonnello, Pëtr Melissino venne incaricato di sovrintendere all'artiglieria russa impegnata nel conflitto, dapprima sotto il comando del generale Aleksandr Mikhailovič Golitsyn e poi sotto quello del generale Pëtr Rumjancev-Zadunajskij. Il suo comando efficiente riuscì a garantire ai russi una superiorità numerica sul nemico in almeno tre occasioni, a Khotin, a Larga ed a Kagula. Nel 1782 ricevette il grado di luogotenente generale e l'anno successivo venne nominato direttore dell'artiglieria di San Pietroburgo, dedicandosi alacremente a restaurare l'intero corpo militare oltre a promuovere lo studio della materia tra il personale dell'esercito. Dopo l'ascesa al trono di Paolo I di Russia, Melissino venne incaricato di ispezionare l'intera artiglieria dell'esercito russo, ma morì l'anno successivo.
Melissino risultò un personaggio fondamentale per promuovere la carriera di uno dei suoi principali favoriti presso lo zar Paolo I, Aleksej Andreevič Arakčeev. Suo figlio Aleksej Petrovič Melissino, maggiore generale, rimase ucciso nella battaglia di Dresda nel 1813. Suo fratello, Ivan Petrovič Melissino, fu decano dell'Università di Mosca all'epoca di Caterina la Grande.

### Massoneria
Melissino fu un noto massone e una figura importante nella storia della massoneria russa. Il suo nome compare per la prima volta nel 1756 in terza posizione in una lista di massoni russi, non è precisato il nome della sua loggia ma la maggior parte dei membri sono militari. Nel 1763 incontrò il teologo tedesco Johann August von Starck, che iniziò al suo rito e che frequentò la sua loggia a San Pietroburgo fino al 1765. Nel mese di dicembre del 1764 fece la conoscenza di Giacomo Casanova, che introdusse negli ambienti massonici di San Pietroburgo. Ebbe un ruolo preminente tra i massoni della capitale russa, creando un rito massonico speciale in 7 gradi (che contava in più dei 3 gradi comuni a tutti i sistemi: Apprendista, Compagno, Maestro,  quattro "alti gradi" particolari). Con un "conclave" segreto prescelse 10 persone selezionate con le quali studiare i segreti "sconosciuti e inesplorati" della natura. Nel 1774 fu tra i fondatori della loggia del "Silenzio" di San Pietroburgo, la Patente di fondazione fu firmata da Roman Illarionovič Voroncov come Gran Maestro e da Vladimir Ignat'evič Lukin come Gran Segretario della Gran Loggia Provinciale di tutte le Russie. Il suo nome figura in un elenco come Primo Sorvegliante di un capitolo scozzese e come membro di una loggia di maestri scozzesi che avrebbero dovuto affiancare la Gran Loggia Provinciale.  Nel 1777 pubblicò una nuova versione ampliata di una raccolta di lied e una cantata per voci e pianoforte di membri della loggia del "Silenzio". Sempre nel 1777 Melissino ricevette i più alti gradi del Rito svedese
. Mentre prestava servizio a Iasi nel 1778, vi fondò la "Loggia di Marte" n. 469, una delle cinque logge della Gran Loggia al di fuori della Russia, loggia militare della quale fu il Maestro venerabile.
Lo storico Michael Jenkins ha scritto a proposito della sua figura:
È sepolto nel Cimitero di Lazarev a San Pietroburgo.